# سد الرافسه
سد الرافسه (به عربی: سد الرفیصة) یک سد در امارات متحده عربی است که در شارجه واقع شده‌است. سد الرافسه ۱۹۷ متر بالاتر از سطح دریا واقع شده‌است.